# Miconia weberbaueri
Miconia weberbaueri är en tvåhjärtbladig växtart som beskrevs av Célestin Alfred Cogniaux. Miconia weberbaueri ingår i släktet Miconia och familjen Melastomataceae. Inga underarter finns listade i Catalogue of Life.